# Aristolochia clypeata
Aristolochia clypeata är en piprankeväxtart som beskrevs av Linden & Andre. Aristolochia clypeata ingår i släktet piprankor, och familjen piprankeväxter. Inga underarter finns listade i Catalogue of Life.